# Janji Manahan Gul
Janji Manahan Gul is een bestuurslaag in het regentschap Padang Lawas Utara van de provincie Noord-Sumatra, Indonesië. Janji Manahan Gul telt 89 inwoners (volkstelling 2010).